# Lata Mangeshkar

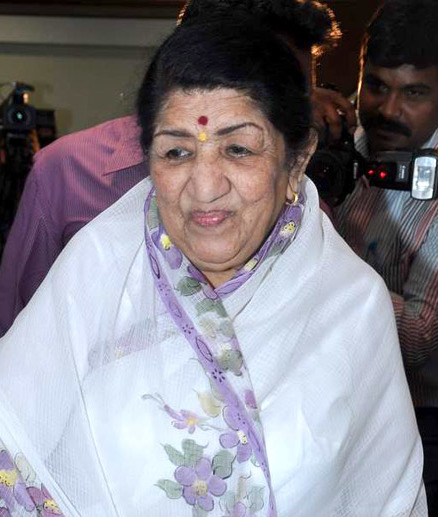
Any 2013

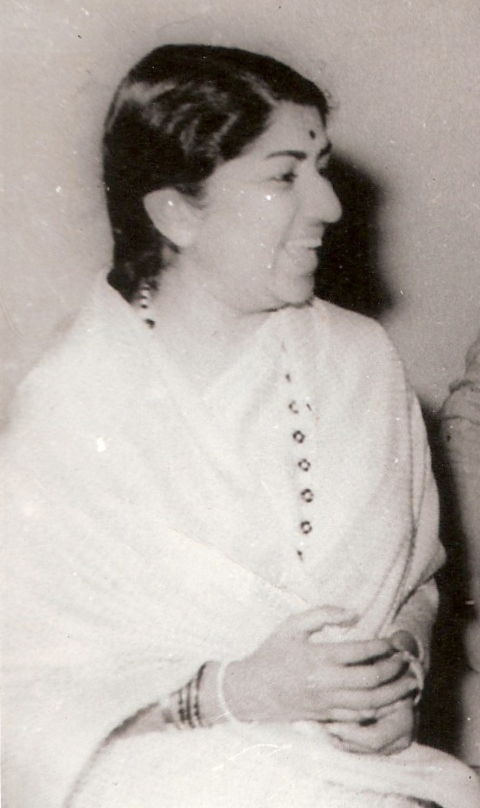
Lata Mangeshkar de jove

Lata Mangeshkar (en marathi, लता मंगेशकर) (28 de setembre del 1929 - 6 de febrer de 2022) fou una cantant índia, possiblement, la persona que més cançons ha enregistrat del món.

## Biografia
Lata Mangeshkar va néixer el 28 setembre 1929 a Indore a l'estat de Madhya Pradesh a l'Índia. D'una família marathi, és filla de l'estudiós Deenanath Mangeshkar, cantant clàssic i actor de teatre i Shevanti Mangeshkar. Quan va néixer Lata Mangeshkar, es deia Hema. Els seus pares més tard la van rebatejar Lata per un personatge femení, Latika, en una de les obres del seu pare, BhaawBandhan. La Lata és la més gran dels germans. Té tres germanes menors i un germà petit, Asha Bhosle, Usha Mangeshkar, Meena Khadikar i Hridaynath Mangeshkar.
El seu pare li va donar les primeres lliçons de cant; A partir dels 5 anys, va començar a treballar com a actriu en les seves obres musicals, com a Sangeet Natak.

### Carrera
Quan era adolescent, va perdre el seu pare, que va morir el 1942 d’una malaltia cardiovascular i va iniciar la seua carrera per a mantenir la seua família i va cantar en més de 1.000 pel·lícules i en 20 idiomes diferents de l'Índia des del 1948 fins al 1987.
Lata Mangeshkar va tenir un èxit immediat l’any 1940 cantant les obres del compositor de música de cinema Naushad i des de llavors la seva fama ha continuat creixent. Si hi ha alguna cosa en què estan d'acord indis i pakistanesos, és la veu de Lata: tothom li atorga el títol de reina de la melodia. Pràcticament a totes les pel·lícules índies hi ha uns quants passatges de cant i ball, i que els actors són doblats per cantants professionals.
Des del 1960 va realitzat per a la indústria de cinema de Bombai gairebé tots els playbacks de les incomptables pel·lícules musicals que s'hi produïren.
Té el rècord Guinness de la major quantitat d'enregistraments per a una veu -més de 50.000, segons el Llibre Guinness dels rècords i la BBC, probablement 25.000 en 14 idiomes índis, però ha treballat amb gairebé tots els compositors de música a l'Índia, des del llegendari Naushad fins al nen prodigi A. R. Rahman. També ha enregistrat 440 títols amb Mohammed Rafi, el rècord masculí de les gravacions més vocals.
Sota el seu nom o sota el pseudònim Anandghan, ha compost per a diverses pel·lícules: Raam Raam Pahune (1950), Mohityanchi Manjula (1962), Maratha Tituka Melvava (1964), Saadhi Maanse (1965) i Tambadi Maati (1969).
També va ser productora de les pel·lícules Vaadal (1953), Jhaanjhar (1953), Kanchan (1955) i Lekin (1990).
Va aparèixer a la pantalla com a actriu a Pahili Mangalagaur (1942), Chimukla Sansaar (1943), Maajhe Baal (1943), Gajabhau (1944), Badi Maa (1945), Jeevan Yaatra (1946), Subhadra (1946), Mandir (1948) i Chattrapati Shivaji (1952). És coneguda per la seva extraordinària interpretació d'Aye mere watan ke logon en un campament militar durant la guerra sino-índia de 1962.
Ha guanyat tots els premis culturals indis (premi Dadasaheb Phalke, Kalidas Samman, Maharashtra Puraskar...) i va ser condecorada amb el Bharat Ratna, el màxim premi civil que atorga l'estat indi.
La germana de Lata, Asha Bhosle (nascuda el 1933), i el seu germà, Hridayanath Mangeshkar, també són grans noms en el món de la música de l'Índia.

## Estil artístic
La seua forma de cantar era inicialment una reminiscència de Noor Jehan, però aviat va desenvolupar el seu mateix estil distintiu. Juntament amb la seva germana Asha Bhosle foren les reines del playback indi durant la dècada del 1990. La seva veu tenia una qualitat versàtil especial, la qual cosa volia dir que molts compositors musicals (en especial, C. Ramchandra i Madan Mohan) podien experimentar-hi la seva creativitat artística al màxim.
La música de les cantants de Bollywood Lanta Mangeshkar i la seva germana Asha Bhosle ha tingut una influència internacional, per exemple en la música del reina del «cant gitano» Esma Redjèpova. El 1987, Lata Mangeshkar va fer dos concerts al Zénith de París.
El 2002, la cantant Truth Hurts, els seus productors DJ Quik i Dr. Dre, president de la discogràfica Aftermath Records, aconsegueix l'èxit mundial amb la seva cançó Addictive. Aquest últim conté una llarga mostra de Lata Mangeshkar (pel·lícula Jyoti, cançó Kaliyon Ka Chaman Thoda Resham Lagta Hai). Dr Dre, el fundador de Aftermath Record va haver de pagar a Lata Mangeshkar 2 milions de dòlars.
El 2009, el govern francès li va atorgar la Legió d'Honor.
El 8 gener 2022, va donar positiu per COVID-19. Va ser internada en cures intensives a un hospital de Bombai, però hi va morir el 6 febrer 2022. Després de la seva mort, el Govern de l'Índia va anunciar dos dies de dol nacional.

## Col·laboració amb altres cantants
Des dels anys quaranta fins als setanta, Mangeshkar va cantar duets amb Asha Bhosle, Suraiya, Shamshad Begum, Usha Mangeshkar, Kishore Kumar, Mohammed Rafi, Mukesh, Talat Mahmood, Manna Dey, Geeta Dutt, Hemant Kumar Kapo i GM Durmar Kapor. El 1964, va cantar Chanda Se Hoga amb PB Sreenivas de Main Bhi Ladki Hoon.
Mukesh va morir el 1976. La dècada del 1980 va veure la mort de Mohammed Rafi i Kishore Kumar. Després de la seva mort, va continuar cantant amb Shailendra Singh, Shabbir Kumar, Nitin Mukesh (fill de Mukesh), Manhar Udhas, Amit Kumar (fill de Kishore Kumar), Mohammed Aziz, Suresh Wadkar, SP Balasubrahmanyam i Vinod Rathod.
A la dècada del 1990, va començar a cantar duets amb Roop Kumar Rathod, Hariharan, Pankaj Udhas, Abhijeet, Udit Narayan i Kumar Sanu. El seu treball més destacat dels anys 90 va ser Dilwale Dulhania Le Jayenge, amb cançons com Mere Khwabon Mein Jo Aaye, Ho Gaya Hai Tujhko To Pyaar Sajna, Tujhe Dekha To Yeh Jana Sanam i Mehndi Laga Ke Rakhna.
A la dècada de 2000, els seus duets es van interpretar principalment amb Udit Narayan i Sonu Nigam. El 2005-06 van ser els anys de les seves últimes cançons conegudes: Kaise Piya Se de Bewafa (2005); Shayad Yehi To Pyaar Hai de Lucky: No Time for Love (2005) amb Adnan Sami; i Lukka Chhupi a Rang De Basanti (pel·lícula del 2006) amb AR Rahman. Va cantar Ek Tu Hi Bharosa de Pukar (2000). Altres cançons destacades d'aquesta dècada van ser de Veer-Zaara (2004), cantades amb Udit Narayan, Sonu Nigam, Jagjit Singh, Roop Kumar Rathod i Gurdas Mann. Una de les seves últimes cançons va ser Jeena Hai Kya de Dunno Y2 (2015).

## Malaltia i mort
El 8 de gener de 2022, Mangeshkar va donar positiu per COVID-19 amb símptomes lleus i va ser ingressat a la unitat de cures intensives de l'Hospital Breach Candy a Bombai. Va romandre a l'UCI amb signes de millora marginal de la seva salut. Els metges que la tractaven l'havien retirat del ventilador mecànic el 28 de gener després que la seva salut millorés marginalment; però, va tornar al ventilador el 5 de febrer, després que la seva salut es va deteriorar, i estava sotmesa a teràpia agressiva.

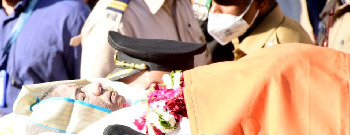
El funeral de Mangeshkar el 2022

Mangeshkar va morir a causa de la síndrome de disfunció múltiple d'òrgans el 6 de febrer de 2022, als 92 anys. Havia estat sotmesa a 28 dies de tractament constant per pneumònia i COVID-19.

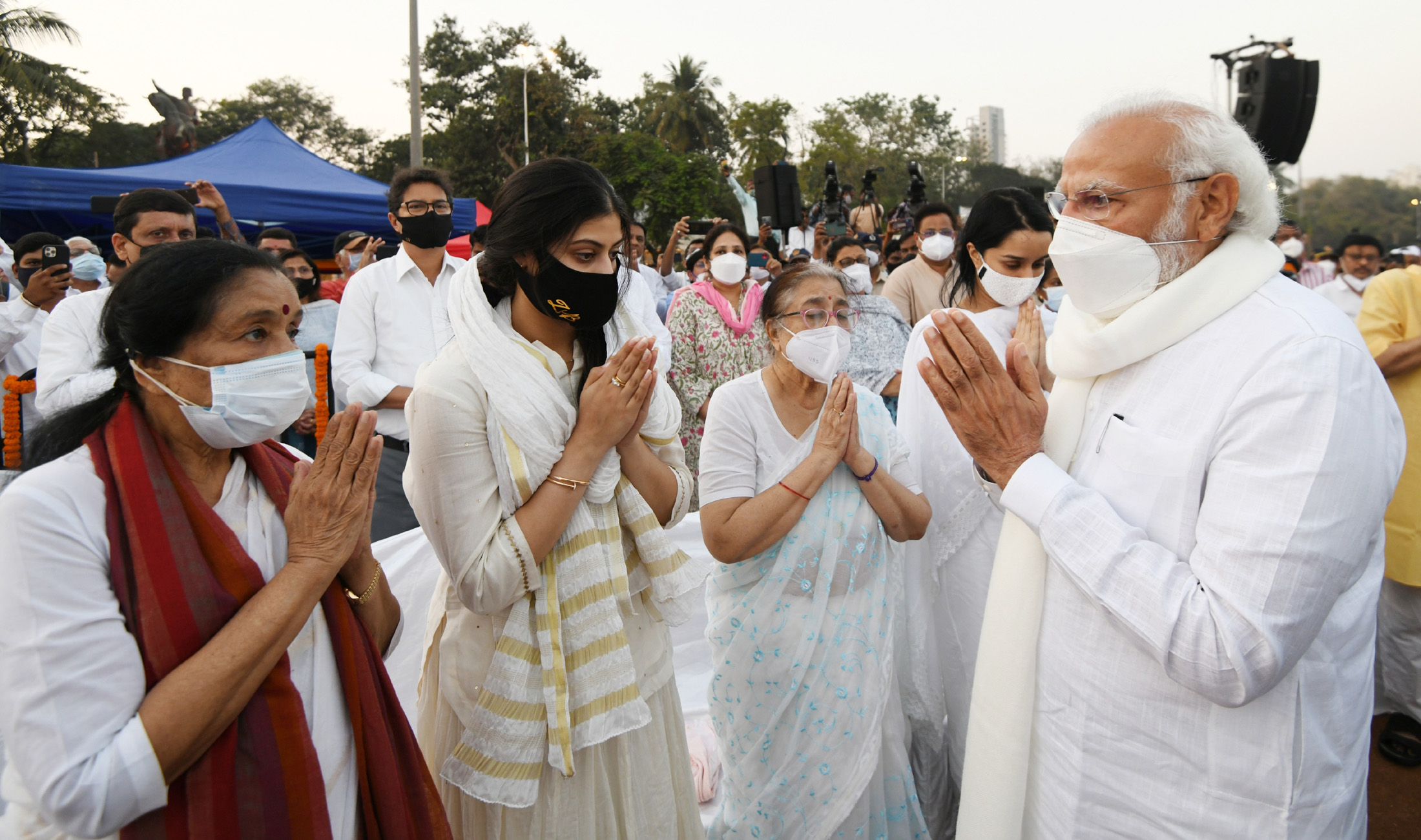
El primer ministre Narendra Modi es reuneix amb la família Mangeshkar i Asha Bhosle després de retre homenatge a Lata Mangeshkar a Bombai.

El govern de l'Índia va anunciar un període de dol nacional de dos dies i que la bandera nacional onejaria a mig asta del 6 al 7 de febrer a tota l'Índia per respecte a ella. L'aleshores president de l'Índia Ram Nath Kovind i després vicepresident de l'Índia Venkaiah Naidu, el primer ministre Narendra Modi, diversos ministres i primers ministres de la Unió, molts membres de la indústria musical índia, indústria cinematogràfica índia, celebritats, fans, i els internautes van expressar el seu condol. Els jugadors de l'equip de cricket de l'Índia van portar un braç negre per plorar la pèrdua de Mangeshkar a l'Índia contra les Índies Occidentals primer ODI. El president de França Emmanuel Macron, llavors primer ministre del Pakistan, Imran Khan, primer ministre de Bangla Desh, Sheikh Hasina, primer ministre del Nepal, Sher Bahadur Deuba, primer ministre de Sri Lanka, Mahinda Rajapaksa, expresident de l'Afganistan, Hamid Karzai i El ministre pakistanès Fawad Chaudhry va expressar el seu dolor per la seva mort. Els últims ritus de Mangeshkar (realitzats pel seu germà, Hridaynath Mangeshkar) i la cremació es van celebrar, amb honors estatals complets, al parc Shivaji de Bombai el mateix dia. El primer ministre Narendra Modi, el governador Bhagat Singh Koshyari, el primer ministre Uddhav Thackeray van retre els seus darrers respectes i van fer homenatges florals. Les germanes de Mangeshkar Asha Bhosle i Usha Mangeshkar, Devendra Fadnavis, Raj Thackeray, Sharad Pawar, Shah Rukh Khan, Aamir Khan, Ranbir Kapoor, Vidya Balan, Shraddha Kapoor, Sachin Tendulkar, Javed Adkhtar i uns quants membres de la família de Walta també eren en assistència. El febrer de 2022, una cartellera electrònica a Times Square, Manhattan, patrocinada pel Binder Indian Cultural Center, va presentar un homenatge a Mangeshkar. Un altre homenatge a Mangeshkar de cantants populars (Arnab Chakrabarty, Niharika Nath i Mandira Karmakar) es va publicar en un diari d'Arizona dels Estats Units. Lata Mangeshkar va morir l'endemà després de Vasant Panchami (un festival dedicat a la deessa Saraswati que representa la música, el coneixement i la resta de les arts). «Això és especial, ja que molts la consideraven un avatar de Saraswati i la personificació de la música», segons l'actriu Rani Mukerji.
El 10 de febrer de 2022, les cendres de Mangeshkar van ser immerses al riu Godavari a Ramkund, Nasik per la seva germana Usha i el seu nebot Adinath Mangeshkar.

## Com a directora musical i productora
Va compondre música per primera vegada el 1955 per a la pel·lícula Ram Ram Pavhane i, més tard, en la dècada del 1960, va compondre la música de les següents pel·lícules sota el pseudònim d'Anand Ghan.
- 1960: Ram Ram Pavhana
- 1963: Maratha Tituka Melvava
- 1963: Mohityanchi Manjula
- 1965: Sadhi Manase
- 1969: Tambadi Mati

A més, va produir 4 pel·lícules:
- 1953: Vaadal
- 1953: Jhaanjhar, coproduïda amb C. Ramchandra
- 1955: Kanchan
- 1990: Lekin